# بونتانگ
بونتانگ (اندونزیایی: Bontang) شهری در استان کالیمانتان شرقی کشور اندونزی است. جمعیت این شهر بر اساس سرشماری سال ۱۹۹۰ میلادی ۶۶٫۸۴۲ تن بوده که در سال ۲۰۰۷ میلادی به ۱۰۷٫۱۱۱ نفر افزایش یافته‌است.